# Páni z Doubravice

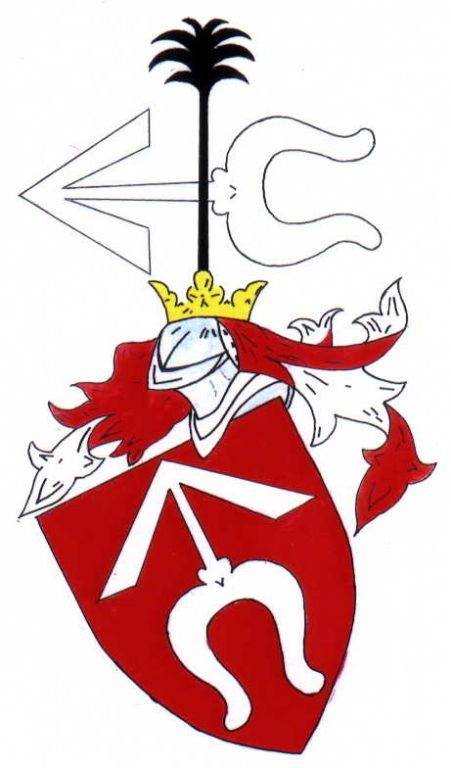
Erb Benešovců

Páni z Doubravice byli starobylým moravským rodem, který byl odnoží Benešovců.
Za zakladatele rodu je považován Zbyněk z Doubravice, který se účastnil výpravy Jana Lucemburského do Rakous. V roce 1331 se účastnil bitvy u Treffenu, při které padl. Pochován byl v Kremži, kde mu byl vystavěn pomník. Jeho potomci obdrželi od krále za tyto služby Doubravici. V roce 1335 se po hradu Doubravice píše Ješek z Doubravice a na Skalici. V roce 1376 prodali bratři Ješek a Smil Doubravici s panstvím Oldřichu z Boskovic. Ješek však byl vlastníkem dvora v Brně a vlastnil i jiné majetky. Jeho ženou byla Markéta z Pernštejna. Ješek zemřel roku 1415 a jako donátor kláštera Minoritů byl pochován v Brně v jejich kostele.
Ješek zanechal pět dětí:
- Jimram – zemřel bezdětný
- Zbyněk Doubravka – roku 1415 koupil Osové, měl za ženu Elišku z Cimburka a s ní dvě dcery.
- Smil – měl za ženu Anežku z Meziříčí a s ní syny Jiřího, Václava, Hynka a Zikmunda a dcery Elišku a Markétu. Stal se zakladatelem větve Osovských z Doubravice, který byl významným rodem i v rámci českého království.
- Anežka – měla za manžela Beneše z Lomnice.
- Oldřich – měl za ženu Elišku z Lipé a s ní čtyři syny – Jimrama, Zbyňka, Jindřicha a Jana. Syn Jimram byl zakladatelem hrotovické větve, která zde setrvala až do roku 1561, kdy se poslední členka této větve Eliška Estera provdala za Zdeňka Lva z Rožmitálu.

## Osovští z Doubravice
Smil z Doubravice na Osové postupně přebral majetek po zemřelých bratrech Jimramovi a Zbyňkovi. Po jeho smrti zdědili majetek jeho synové ale jelikož tři z nich zemřeli bez potomků, majetek zdědil Hynek z Doubravice na Osové. Ten se oženil s Valpurgou z Mošnova, se kterou měl syny Smila a Jana a dcery Annu a Elišku. Koupil tvrz ve Valči, kde přesídlily jeho dvě děti Anna a Jan (zemřel bezdětný). Hynkův syn Smil Osovský z Doubravice sídlil v Osové do roku 1530, kdy ji prodal Janovi z Pernštejna a odstěhoval se na Valeč. Roku 1517 se oženil s Ofkou Bítovskou z Lichtenburka a spolu měli čtyři děti: Buriana, Karla, Jaroslava a Johanku.
Smil nechal postavit ve Valči renesanční zámek a zveleboval a rozšiřoval své panství. Ve své politické kariéře působil ve službách Ferdinanda I. Habsburského. Smil zemřel roku 1547, v tomtéž roce skonal i jeho syn Karel. Jelikož Jaroslav zemřel bez mužského potomka, zboží Osovských z Doubravice připadlo Burianovi Osovskému. Ten si vzal za manželku Elišku Bítovskou z Lichtenburka, se kterou měl syny Jana a Smila. Burian Osovský založil roku 1556 ve Valči pivovar a v tomtéž roce se mu naskytla nabídka ke koupi třebíčského panství. Burian postupně odprodával své zboží včetně svého sídla ve Valči.
Třebíčské panství díky Burianu Osovskému doznalo pozitivních změn, byl zde postaven nový renesanční zámek, povzneseno hospodářství, rozvíjeno zemědělství, lesnictví obchod a další obory. Burian zemřel roku 1563 a o čtyři roky později i jeho manželka, která zastupovala nezletilé syny. Rok nato zemřel i syn Jan Osovský, a tak zůstal jediný syn Smil Osovský z Doubravice na Třebíči. Ten pokračoval ve šlépějích svého otce a zveleboval panství. Byl to vzdělaný muž, který se stal donátorem při prvním vydání Bible kralické a který vydal knihy "Zřízení selské" a "Zřízení zemské." V roce 1572 si vzal za ženu Bohunku ze Žerotína, která zemřela roku 1588, aniž by mu zanechala potomků. O rok později se stal královským radou. Kromě toho působil ve funkcích nejvyššího moravského písaře, místodržícím nejvyššího komornictví a nejvyššího moravského sudího. Důležitým Smilovým dílem se stal "Kodex Dubravicion." Roku 1589 se Smil oženil podruhé s Kateřinou z Valdštejna, ale ani ta mu nedala potomka. Smil Osovský zemřel 13. února 1613 a byl pohřben v Třebíči. Rod Osovských z Doubravice tímto vymřel po meči. Smilova žena Kateřina se po roce provdala za Karla staršího ze Žerotína, s nímž po Bílé hoře emigrovala.

## Erb
Stejně jako Benešovci měli ve svém erbu zavinutou střelu.